# Isochariesthes tripunctata
Isochariesthes tripunctata es una especie de escarabajo longicornio del género Isochariesthes, tribu Tragocephalini, subfamilia Lamiinae. Fue descrita científicamente por Aurivillius en 1903.
Se distribuye por Camerún, Gabón, Congo, República Centroafricana y Guinea Ecuatorial. Mide aproximadamente 6,5-8 milímetros de longitud. El período de vuelo ocurre en los meses de enero, julio, septiembre y noviembre.